# Château de la Vela
Pour les articles homonymes, voir Vela.
Le château de la Vela, aussi connu sous le nom de castillo de Maqueda est situé dans les faubourgs de la ville de Maqueda, dans la Province de Tolède, en Espagne. Tout d'abord d'architecture maure, le château fut reconstruit et agrandi durant le XVe siècle. Il fut par la suite nationalisé, et devint un poste de la Garde civile et son classement futur.

## Présentation
Le château est de forme rectangulaire et se situe à deux altitudes différentes. La protection du château est assurée par des murs de 3,5 mètres d'épaisseur, des douves des deux côtés, et un nombre de tours circulaires. Si l'on peut librement visiter l'extérieur du château, l'intérieur proprement dit est privé.
Le château fut déclaré monument artistique et historique en date du 3 juin 1931.